# Caelo tonantem credidimus Iovem regnare
La locuzione latina Caelo tonantem credidimus Iovem regnare, tradotta letteralmente, significa abbiamo creduto che Giove regnava in cielo quando lo abbiamo sentito tuonare (Orazio, Odi, III, 5, 1).
La massima si applica a coloro che diventano religiosi solo quando si trovano in qualche necessità, come si dice dei marinai che fanno voti durante la burrasca: promesse da marinaio!

## Nel Vangelo
Il concetto, secondo cui un uomo crede solo dopo aver verificato con la propria esperienza, si ritrova espresso anche nei Vangeli, quando raccontano il famoso episodio dell'apostolo Tommaso, che crede alla resurrezione di Gesù solo dopo aver messo le dita nel suo costato.